# Уилкинсон, Эллен
Эллен Сайсели Уилкинсон (англ. Ellen Cicely Wilkinson; 8 октября 1891, Чорлтон-он-Медлок, Манчестер — 6 февраля 1947, госпиталь Святой Марии, Лондон) — британская политическая деятельница Лейбористской партии, занимавшая пост министра образования с июля 1945 года до своей смерти. Будучи членом парламента от Джарроу, стала знаменитой фигурой национального масштаба, после того как сыграла заметную роль в Марше из Джарроу 1936 года — марше безработных города в Лондон, с целью ходатайствовать о праве на работу. Несмотря на то, что марш был признан неудачным, он стал знаковым для 1930-х годов и помог сформировать отношение к безработице и социальной справедливости после Второй мировой войны.
Уроженка неимущей манчестерской семьи, Уилкинсон рано стала убеждённой социалисткой, участвовала в рабочем движении и боролась за всеобщее избирательное право. Под влиянием революции 1917 года в России присоединилась к Коммунистической партии Великобритании, сочетая революционный социализм с борьбой парламентскими методами в рядах лейбористов. Впервые избранная в парламент в 1924 году, Уилкинсон активно поддержала всеобщую стачку 1926 года. Во втором лейбористском правительстве Рамсея Макдональда 1929—1931 годов получила пост парламентского секретаря министра здравоохранения.
С 1931 года после поражения на выборах занималась журналистикой. Была стойкой сторонницей республиканского правительства во время Гражданской войны в Испании и несколько раз посещала районы боевых действий. Во время Второй мировой войны входила в коалиционный военный кабинет Уинстона Черчилля в качестве младшего министра, а в 1944—1945 годах также стала председателем Лейбористской партии. Хотя она поддерживала попытки своего начальника в правительстве, министра внутренних дел Герберта Моррисона, сменить Клемента Эттли в качестве партийного лидера, но была приглашена в кабинет министров Эттли. Свою главную задачу на посту министра образования видела в осуществлении закона Об образовании 1944 года, принятого коалицией военного времени, а не в более радикальном введении общеобразовательных школ, которым отдавали предпочтение многие члены Лейбористской партии. Большая часть её энергии была направлена на организацию повышения школьного возраста с 14 до 15 лет.

## Биография

### Ранние годы

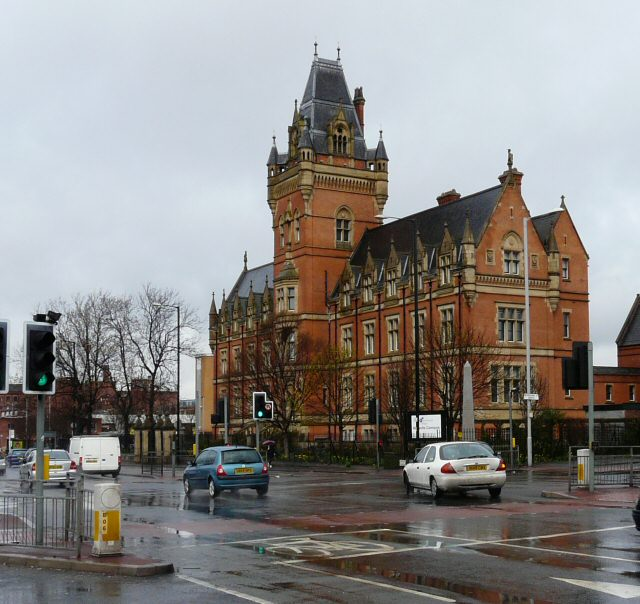
Здание на пересечении Девоншир-стрит и Хайд-Роуд, в котором в 1900-х годах размещалась Высшая начальная школа Ардвика

Родилась 8 октября 1891 года на Корал-стрит, 41, в Манчестере, в районе Чорлтон-он-Медлок. Стала третьим ребёнком и второй дочерью Ричарда Уилкинсона, работавшего на хлопковых полях, а позже ставшего страховым агентом, и его жены Эллен, урождённой Вуд. Ричард Уилкинсон был столпом местной методистской церкви Уэсли и сочетал сильное чувство социальной справедливости с собственным взглядом на самопомощь; вместо того чтобы поддерживать солидарность с представителями рабочего класса, он, по словам Эллен, говорил: «Я вытащил себя из канавы, почему они не могут?» Будучи полностью самообразованным, он старался обеспечить своим детям самое лучшее образование, поощрял их к чтению и прививал твёрдые христианские принципы.
В возрасте шести лет Эллен начала посещать то, что она описала как «грязную начальную школу с пятью классами в одной комнате». Из-за частых болезней в детстве, она не посещала школу в течение двух лет, но она использовала это время, чтобы научиться читать. По возвращении в школу она быстро прогрессировала и в возрасте 11 лет получила стипендию в Высшей начальной школе Ардвика. Откровенная и часто бунтующая, через два года она перевелась в среднюю школу для девочек на Стретфорд-Роуд, этот опыт она позже вспоминала как «ужасный и неуправляемый». Она восполняла недостаточность школьного образования, читая труды Геккеля, Томаса Гексли и Дарвина.
Преподавание было одной из немногих профессий, доступных образованным девушкам из рабочего класса, и в 1906 году Эллен получила стипендию в размере 25 фунтов стерлингов, что позволило ей начать обучение. Половину недели она посещала Манчестерский дневной колледж, а вторую половину преподавала в начальной школе Освальд-Роуд. Её подход заключался в стремлении заинтересовать своих учеников, а не навязывать им обучение наизусть и приводил к частым столкновениям с начальством, которое твердило, что у неё нет будущего в преподавании. В колледже, где поощряли к чтению и изучению современных проблем, она открыла для себя социализм благодаря работам Роберта Блэтчфорда. К этому времени она уже была нетерпима к религии; социализм обеспечил своевременную и привлекательную замену. В 16 лет она присоединилась к отделению Независимой лейбористской партии (ILP) и на одном из своих первых собраний встретилась с Кэтрин Брюс Гласье, чьё радикальное понимание социализма оказало глубокое влияние. Тридцать лет спустя Уилкинсон сказала своему коллеге Джорджу Миддлтону, что Гласье «привела меня в социалистическое движение… Меня всегда унижает мысль о её неукротимом мужестве». Встретившись с суфражисткой Ханной Митчелл, Уилкинсон погрузилась в тему женского избирательного права — главной проблемой в области прав женщин того времени. Хотя первоначально она занималась повседневными делами — распространением листовок и расклейкой плакатов, она произвела значительное впечатление на Митчелл, которая впоследствии вспоминала её как «блестящую и одаренную».

### Университет

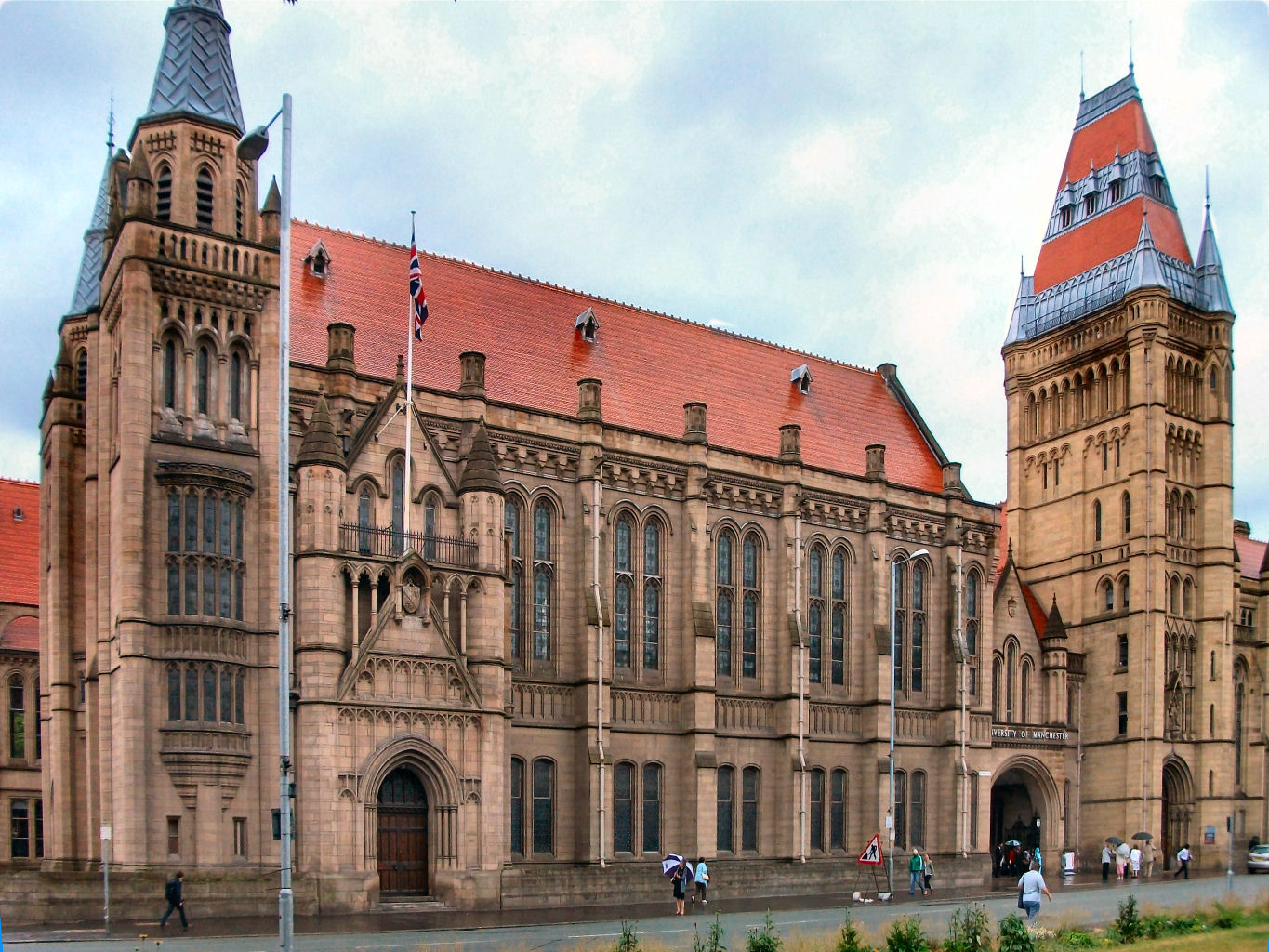
Уитворт-Холл, здание Оксфорд-Роуд Манчестерского университета

Решив строить карьеру вне преподавательской деятельности, Уилкинсон в 1910 году получила стипендию Джонса по истории, которая позволила ей получить место в Манчестерском университете. Там она нашла много возможностей для расширения своей политической деятельности. Она присоединилась к университетскому отделению Фабианского общества и в конце концов стала его секретарём. Она продолжила свою суфражистскую деятельность, присоединившись к манчестерскому обществу женского избирательного права, где она произвела впечатление на Маргарет Эштон, первую женщину-члена городского совета Манчестера. Принимая участие в агитационных мероприятиях Уилкинсон познакомилась со многими современными лидерами радикальных левых — ветераном кампании Шарлоттой Деспард, лидером ILP Уильямом Кроуфордом Андерсоном, и, среди прочих, Беатрис и Сидни Уэбб. Она также попала под влияние Уолтона Ньюболда, старшего студента, который позже стал первым коммунистическим депутатом Соединённого Королевства. Они были помолвлены, хоть и непродолжительное время, и на протяжении многих лет оставались близкими политическими партнёрами.
На последнем курсе университета Уилкинсон была приглашена в Исполнительный комитет Университетской социалистической федерации (USF), межведомственной организации, созданной для объединения студентов-социалистов со всей страны. Это принесло ей новые контакты, в том числе и через встречи в летних школах Фабиана, где проводились лекции лидеров ILP, таких как Рамсей Макдональд и Артур Хендерсон, и профсоюзных активистов, таких как Бен Тиллетт и Маргарет Бондфилд. Несмотря на все это, она продолжала усердно учиться и выиграла несколько наград. Летом 1913 года она сдала выпускные экзамены и была удостоена степени бакалавра — но не первой степени, как предсказывали её наставники, а второй. Уилкинсон рассуждала так: «я сознательно пожертвовала первой степенью… чтобы посвятить больше времени забастовке, бушующей в Манчестере».

## Карьера

### Профсоюзный организатор
После окончания университета в июне 1913 года Уилкинсон стала работать в Национальном союзе женских избирательных обществ (NUWSS). Она помогла организовать Паломничество за избирательные права в июле 1913 года, когда более 50 000 женщин со всей страны вышли на массовый митинг в лондонском Гайд-парке. Она начала лучше понимать механику политики и ведения предвыборной кампании и стала искусным оратором, способным отстаивать свою точку зрения даже на самых враждебных публичных собраниях.
Когда в августе 1914 года началась Первая Мировая война, Уилкинсон, как и многие в рабочем движении, осудил её как империалистическую операцию, которая приведет к гибели миллионов людей. Тем не менее она взяла на себя роль почётного секретаря Манчестерского отделения женского чрезвычайного корпуса (WEC), органа, который подбирал подходящую военную работу для женщин-добровольцев. С началом войны NUWSS стал разделяться на сторонников войны и сторонников мира. В конечном счете союз разделился, и миротворцы (включая манчестерское отделение Уилкинсон) в конечном итоге объединились с Международной женской лигой за мир и свободу (WILPF). Уилкинсон искала другую работу, и в июле 1915 года была назначена национальным организатором Объединённого союза кооперативных служащих (AUCE), отвечающим за вербовку женщин в профсоюз. На этом посту она боролась за равную оплату за равный труд, и за права неквалифицированных и низкооплачиваемых рабочих, когда эти интересы вступали в противоречие с интересами более высокооплачиваемых рабочих из ремесленных союзов. Она организовала серию забастовок для достижения этих целей с заметными успехами в Карлайле, Коатбридже, Глазго и Гранжмуте. Летом 1918 года она затеяла длительный спор в типографии «Лонгсайт» в Манчестере, где оппоненты назвали её тактику «неразумной партизанской войной». В результате своих действий Уилкинсон ненадолго потеряла работу в профсоюзе, но затем была быстро восстановлена после протестов членов и после извинений за участие в забастовке. С 1918 года она была кандидатом от своего профсоюза в нескольких торговых советах — национальных консультативных органах, которые пытались установить минимальные ставки заработной платы для низкооплачиваемых работников. В 1921 году AUCE объединилась с Национальным союзом складских и общих рабочих, чтобы сформировать Национальный союз распределительных и союзных рабочих (NUDAW).
Работа Уилкинсон для профсоюза принесла новые полезные дружеские отношения, в том числе с Джоном Джаггером, будущим президентом профсоюза. Она оставалась активным фабианцем, и после того, как Фабианский исследовательский отдел стал отделом исследований труда в 1917 году, служила в исполнительном комитете нового органа. Благодаря этим связям она стала членом Национальной гильдейской лиги (NGL), организации, которая продвигала индустриальную демократию, рабочий контроль и Ассоциации производителей в национальной системе гильдий. Она поддерживала свою связь с WILPF, конференция 1919 года приняла непацифистскую позицию, которая оправдывала вооруженную борьбу как средство победы над капитализмом. После посещения Ирландии в 1920 году она стала откровенным критиком действий британского правительства там, в частности его использования «чёрно-пегих» в качестве военизированной силы. Она дала показания о поведении британских войск в Ирландии на заседании комитета Конгресса по расследованию в Вашингтоне в декабре того же года. Она призвала к немедленному перемирию и освобождению пленных республиканцев.

### Коммунизм
Мы с недоверием читаем, что русский народ, рабочие, солдаты и крестьяне действительно восстали и изгнали царя и его правительство ... мы вообще не работали в офисе, танцевали вокруг столов и пели… Каждый, в ком была хоть капля либерализма, радовался тому, что тирания палаМаргарет Коул, описывая реакцию британских левых на мартовскую революцию 1917 года в России, в книге Growing up into Revolution (1949)
Вместе со многими другими участниками рабочего движения взгляды Уилкинсон были радикализированы русской революцией 1917 года. Она представляла себе коммунизм как форму будущего, и когда Коммунистическая партия (CPGB) была сформирована летом 1920 года, Уилкинсон была одним из группы членов ILP с марксистскими наклонностями, которые стали членами-основателями. В течение следующих нескольких лет CPGB была главным центром её политической деятельности, хотя она сохранила свое членство в Лейбористской партии.
В 1921 году Уилкинсон посетила съезд Красного Интернационала профсоюзов и Второй съезд коммунистических женщин в Москве. Там она встретилась с несколькими российскими коммунистическими лидерами, включая министра обороны Льва Троцкого и Надежду Крупскую, педагога, которая была женой Ленина. Уилкинсон считала выступление Крупской лучшим на съезде. Главным итогом собрания стало основание Красного Интернационала профсоюзов, известного как Профинтерн. Цель этой организации состояла в том, чтобы искать революционные изменения через индустриальные процессы, ведущие к свержению мирового капитализма. На родине, хотя ей и не удалось убедить свой профсоюз NUDAW присоединиться к Профинтерну, Уилкинсон продолжала пропагандировать достижения России, в особенности эмансипацию трудящихся женщин. В ноябре 1922 года на собрании, посвященном пятой годовщине Русской революции, в своей речи Уилкинсон произнесла, что русский народ может с надеждой смотреть вперед, но можно ли то же самое сказать о людях, обреченных жить в трущобах Манчестера? Однако Уилкинсон всё больше расходилась во мнении с коммунистами в Манчестере по поводу промышленной и более широкой международной стратегии партии.

### Участие в выборах
Уилкинсон была ранним и пожизненным сторонником Национального совета трудовых колледжей, созданного в 1921 году при поддержке NUDAW с целью обучения студентов принципам рабочего класса. Она стала кандидатом в парламент, спонсируемым NUDAW, и в 1923 году, будучи ещё членом Коммунистической партии, добивалась выдвижения кандидатом в парламент от Лейбористской партии по округу Гортон. Она потерпела неудачу, но в ноябре 1923 года её избрали в городской совет Манчестера; Ханна Митчелл, её коллега по довоенным избирательным кампаниям, была членом Совета. За свою недолгую карьеру в Совете — она служила только до 1926 года — основными сферами интересов Уилкинсон были безработица, жильё, благосостояние детей и образование.
Когда премьер-министр Стэнли Болдуин назначил всеобщие выборы на декабрь 1923 года, Уилкинсон стала лейбористским кандидатом в парламент от избирательного округа Эштон-Андер-Лайн. Она не скрывала своей коммунистической принадлежности, заявляя, что «у нас в стране будет только один класс — рабочий». На этих выборах она заняла третье место среди трёх кандидатов, уступив консерватору и либеральному кандидатам. Всеобщие выборы привели к тому, что к власти пришло лейбористское правительство меньшинства под руководством Рамсея Макдональда. Во время его кратковременного пребывания у власти, Лейбористская партия запретила Коммунистическую партию и запретила двойное членство. Поставленная перед выбором, Уилкинсон покинула партию коммунистов, сославшись на «исключительные и диктаторские методы партии, которые делают невозможным формирование реального левого крыла среди прогрессистов профсоюзов и Лейбористской партии». После этого она была избрана кандидатом лейбористов в избирательный округ Мидлсбро-Ист.

### Парламент 1924—1931

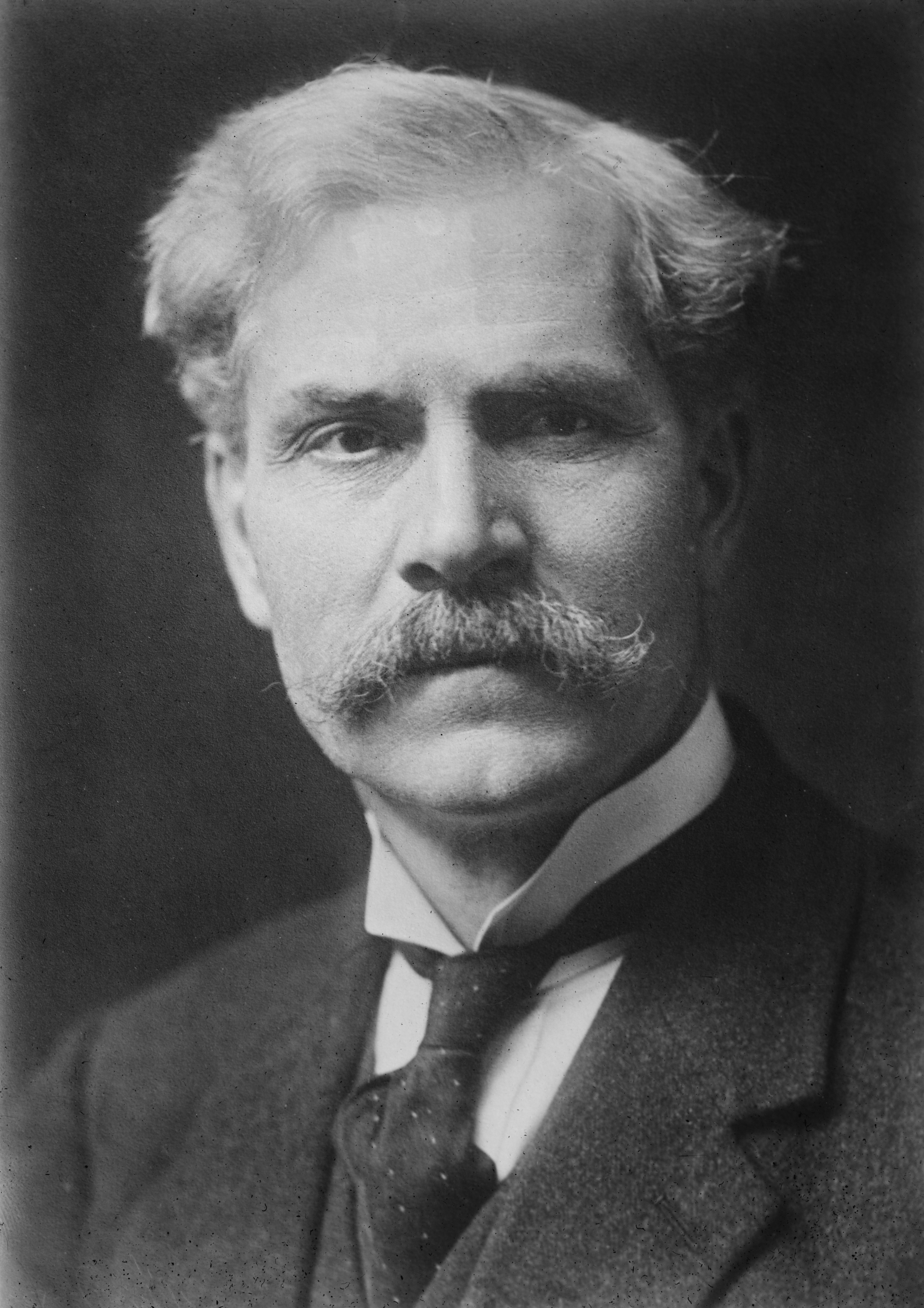
Рамсей Макдональд, первый премьер-министр из лейбористов

8 октября 1924 года лейбористское правительство Макдональда ушло в отставку, потеряв вотум доверия в Палате общин. На последних этапах последовавших всеобщих выборов доминировали споры вокруг письма Зиновьева, которые вызвали панику вокруг «красной угрозы» незадолго до дня голосования и способствовали массовой победе консерваторов. Представительство лейбористов в Палате общин упало до 152, против 415 консерваторов; Уилкинсон была единственной женщиной, избранной в ряды лейбористов, выиграв в избирательном округе Мидлсбро-Ист с большинством в 927 голосов над своим оппонентом-консерватором.
Появление Уилкинсон в Палате общин вызвало немало комментариев в прессе, в основном связанных с её ярко-рыжими волосами и яркими цветами одежды. Она сообщила депутатам: «Я представляю в этом парламенте одну из самых тяжелых областей производства железа и стали в мире — я знаю, что я не выгляжу так, но я этим действительно занимаюсь». Лидер женщин описывал её как «энергичную, бескомпромиссную феминистку и чрезвычайно упорного, сильного и твердолобого политика». Однажды полицейский попытался помешать Уилкинсон войти в курительную комнату Палаты общин на основании её пола, на что она возразила: «Я — не леди. Я — член парламента». В качестве неофициального представителя по правам женщин Уилкинсон добилась своей первой парламентской победы в 1925 году, когда убедила правительство исправить нелогичности, затрагивающие вдов в пенсионном законопроекте. В марте 1926 года она вместе с леди Астор из Консервативной партии выступила против предложенного правительством сокращения расходов на женские учебные центры. Биограф Уилкинсон из Оксфордского национального биографического словаря Брайан Харрисон признает, что, хотя «женские проблемы» часто выходили на первый план в её выступлениях, она была в первую очередь социалисткой, а не феминисткой, и если бы ей пришлось выбирать между ними, то выбрала бы первое.
Во время девятидневной всеобщей забастовки в мае 1926 года Уилкинсон ездила по стране, чтобы на митингах и собраниях отстаивать интересы бастующих. И когда Rонгресс тред-юнионов (TUC) отменил забастовку, она была опустошена. В начале июня она присоединилась к Джорджу Лэнсбери и другим лидерам лейбористов на одной сцене на митинге в Альберт-Холле, на котором было собрано около 1200 фунтов стерлингов в пользу шахтёров, которые продолжали бастовать, несмотря на решение TUC. Размышления Уилкинсон о забастовке были отражены в Истории Великой забастовки рабочих (1927), которую она написала в соавторстве с Рэймондом Постгейтом и Фрэнком Хорребином, а также в полуавтобиографическом романе Столкновение, который она опубликовала в 1929 году. Она также посетила Соединённые Штаты в августе 1926 года, чтобы собрать финансовую поддержку для шахтёров, провоцируя критику со стороны консервативного премьер-министра Болдуина, который отрицал, что локаут вызвал трудности.
На протяжении всей своей карьеры Уилкинсон была противником империализма. В феврале 1927 года она приняла участие в Учредительном Конгрессе Антиимпериалистической лиги в Брюсселе, где встретилась и подружилась с лидером индийских националистов Джавахарлалом Неру. В 1927 году она была избрана в национальный исполнительный орган Лейбористской партии, что дало ей право голоса при разработке политики партии. Её карьерный рост был с одобрением отмечен Беатрис Уэбб, которая видела в ней будущую кандидатуру на высокий пост, впереди более опытных женщин-лейбористок, таких как Маргарет Бондфилд и Сьюзен Лоуренс. Неутомимый борец за равноправие женщин, она бросила вызов карикатуре на безголосых молодых женщин как на «хлопушек». 29 марта 1928 года Уилкинсон проголосовала в Палате общин за законопроект, который стал законом о представительстве народа (равном избирательном праве) 1928 года, который предоставлял право голоса всем женщинам в возрасте 21 года и старше. Во время дебатов она сказала: «Мы наконец-то совершаем великий акт справедливости по отношению к женщинам страны … так же, как мы [ранее] открыли дверь пожилым женщинам, сегодня мы открываем её тем, кто только вступает на порог жизни и в чьих руках находится новая жизнь будущей страны, которую мы собираемся построить».

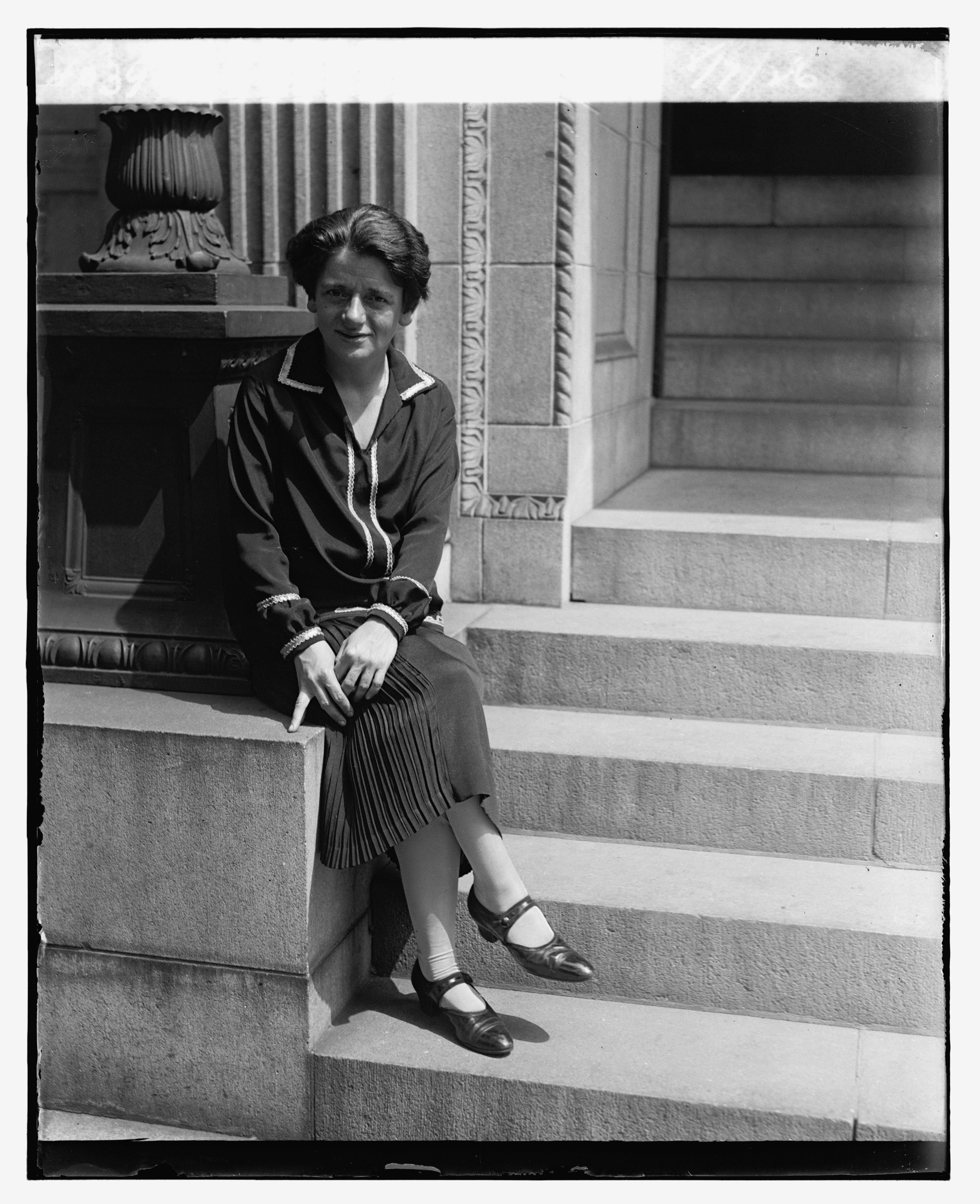
Эллен Уилкинсон в 1926 году

В мае 1929 года Болдуин назначил всеобщие выборы. Будучи членом Национального исполнительного комитета лейбористов, Уилкинсон помогла составить манифест своей партии, хотя её предпочтение списку конкретных политических предложений было отвергнуто в пользу пространного изложения идеалов и целей. В Мидлсбро она была переизбрана с уверенным большинством голосов по сравнению с её консервативными и либеральными оппонентами. В целом лейбористы победили на выборах, с 288 членами (девять из которых были женщинами), в то время как консерваторы и либералы выиграли 260 и 59 мест в Парламенте соответственно. Макдональд сформировал свою вторую администрацию, где две женщины заняли министерские посты: Маргарет Бондфилд — министр труда и Сьюзен Лоуренс — парламентский секретарь (младший министр) в Министерстве здравоохранения. Уилкинсон не получила должность, но была назначена парламентским личным секретарем Лоуренс, что указывало на то, что на неё всерьёз рассчитывают для дальнейшей совместной работы в политике.
Почти с самого начала вторая администрация Макдональда была подавлена двумя кризисами: ростом безработицы и спадом в мировой торговле, последовавшим за финансовым крахом во второй половине 1929 года. Лейбористская партия разделилась; канцлер Филипп Сноуден выступал за строгое ограничение государственных расходов, в то время как другие, включая Уилкинсон, считали, что проблема заключается не в перепроизводстве, а в недостаточном потреблении. Решение, утверждала она, заключается в увеличении, а не в сокращении расходной способности беднейших слоев общества. Что касается проблемы безработицы, то Уилкинсон поддержала «меморандум» Освальда Мосли — план экономического восстановления и общественных работ, который был отвергнут правительством по причине дороговизны; Мосли ушёл из правительства в знак протеста.
В стране, которая называет себя демократичной, это действительно похоже на скандал, когда неизбираемая палата, где постоянное и подавляющее большинство представителей Консервативной партии, должна стать терпимойУилкинсон нападает на Палату лордов в журнальной статье от августа 1930 года
С помощью Уилкинсон Закон о психическом лечении 1930 года получил королевское одобрение 30 июня 1930 года. В том же году она выступила соавтором законопроекта об ограничении рабочего дня сотрудников магазинов до 48 часов в неделю и осыпала презрением консерваторов, выступавших против этой меры, которые, по её словам, считали, что вся работа в магазинах ведется в «спокойной атмосфере» и среди «изысканных ароматах» Джермин-Стрит и Бонд-стрит. Законопроект был передан в парламентский комитет, но дальше не продвинулся. По мере развития парламента, становилось всё труднее продвигать социальные законопроекты в условиях нарастающего финансового кризиса и использования Палатой лордов, где доминировали консерваторы, своих уставных полномочий по отсрочке.
Разногласия в Лейбористской партии обострились в 1931 году, когда правительство изо всех сил старалось выполнить рекомендации майского доклада о сокращении расходов на 97 миллионов фунтов стерлингов, причем большая часть (67 миллионов фунтов стерлингов) была получена за счет сокращения расходов по безработице. Правительство рухнуло 23 августа 1931 года. Для осуществления необходимых сокращений Макдональд и небольшое число депутатов от лейбористов сформировали национальное правительство с консерваторами и либералами, в то время как основная часть Лейбористской партии, включая Уилкинсон, перешла в оппозицию. На всеобщих выборах, последовавших в октябре, Лейбористская партия потерпела полное поражение, сохранив лишь 52 места в парламенте. В Мидлсбро-Ист Уилкинсон получила почти столько же голосов, сколько и в 1929 году, но против одного кандидата, представлявшего национальное правительство. В итоге она проиграла более чем 6000 голосов.

### Вне парламента 1931—1935
Уилкинсон проанализировала поражение лейбористов в статье Daily Express, утверждая, что партия проиграла, потому что была «недостаточно социалистической», тема, которую она продвигала в многочисленных радикальных газетных и журнальных статьях. В менее серьёзном ключе она опубликовала Взгляд на политиков — сборник юмористических портретов парламентских коллег и оппонентов. Она писала, что Уинстон Черчилль был «жизнерадостно равнодушен к каким бы то ни было новым [идеям], которые он добавлял к своей уже существующей коллекции», и описывала Клемента Эттли как «слишком привередливого для интриг и слишком скромного для чрезмерных амбиций». Её второй роман Отдел тайных звонков, действие которого происходит в Палате общин, был опубликован в 1932 году; Паула Бартли, биограф Уилкинсон, признаёт, что Уилкинсон не была первоклассным романистом, но «автобиографическая актуальность [её] книг сделала их весьма привлекательными».
В 1932 году Лига Индии пригласила Уилкинсон присоединиться к небольшой делегации, чтобы узнать о положении дел в Индии. Во время трёхмесячного визита она встретилась с М. К. Ганди, находившимся тогда в тюрьме, и убедилась, что его сотрудничество необходимо для достижения мира на субконтиненте. По возвращении домой она изложила свои выводы в бескомпромиссном докладе Состояние Индии, опубликованном в 1934 году. Она посетила Германию вскоре после прихода Гитлера к власти в 1933 году и опубликовала брошюру Террор в Германии, в которой были задокументированы ранние случаи нацистского насилия. В сотрудничестве с беженцем из гитлеровской Германии Эдвардом Конзе, чтобы выпустить большую книгу Почему фашизм?, которая осудила Лейбористскую партию за градуализм и фокусировку на Парламенте, а также подчеркнула провал стратегии компартии, аргументируя необходимость низового рабочего единства и революции для сдерживания угрозы фашизма по всей Европе.
Тем временем её парламентские перспективы возродились, когда она была избрана кандидатом от лейбористов в Джарроу, судостроительном городке в Тайнсайде. Джарроу был опустошен в начале 1930-х годов из-за упадка и закрытия верфи Палмерс, основного источника занятости в городе. В начале 1934 года Уилкинсон возглавила делегацию безработных Джарроу, чтобы встретиться с премьер-министром Макдональдом в соседнем избирательном округе Сихэм. Но там они получили только сочувствие, без каких-либо конкретных действий. На неё не произвёл впечатления правительственный закон Об особых районах, принятый в конце 1934 года и предназначенный для оказания помощи бедствующим районам, таким как Джарроу; она считала, что законодательство обеспечивает недостаточное финансирование и приносит больше пользы работодателям, чем рабочим.

### Марш из Джарроу

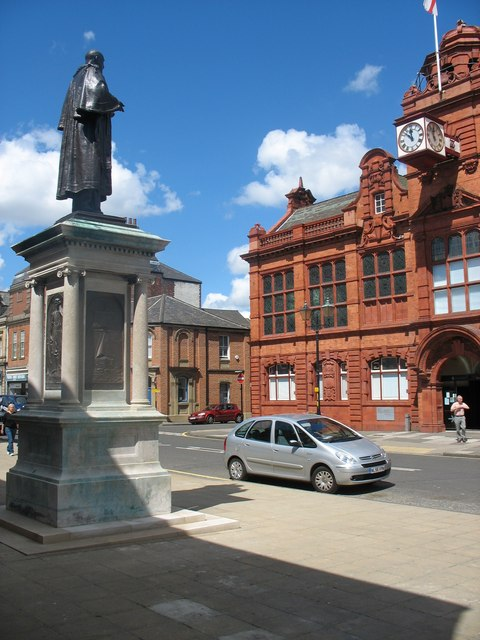
Ратуша и статуя Палмера, отправная точка для марша Джарроу, 5 октября 1936 года (фото 2007 года)

После ухода Макдональда в отставку в начале года, Национальное правительство, возглавляемое Болдуином, одержало убедительную победу на всеобщих выборах в ноябре 1935 года, хотя лейбористам удалось увеличить своё представительство в Палате общин до 158 человек. Уилкинсон победила на выборах в Джарроу с преимуществом в 2350 человек. Хотя в городе остро стояла проблема бедности, существовала надежда, что хроническая безработица вскоре будет излечена строительством большого сталелитейного завода на заброшенной верфи. Однако против этой схемы выступила британская Федерация чёрной металлургии (BISF), которая считала, что любое увеличение производства стали должно осуществляться за счёт расширения уже существующих мощностей. 30 июня 1936 года Уилкинсон попросила Уолтера Ренсимена, министра торговли, «побудить Федерацию железа и стали проводить менее эгоистичную политику». Её просьбу проигнорировали, и дело было отложено на неопределённый срок назначением Комитета по рассмотрению общего развития чёрной металлургии — органа, по оценке журналиста The Times, где доминируют члены BISF. Делегация от городского совета Джарроу встретилась с Рансименом, чтобы выразить протест против этого решения, но им сказали, что «Джарроу должен сам найти пути к спасению».
По словам Уилкинсон, пренебрежительная фраза Ренсимена «зажгла город». Городской совет под руководством своего председателя Дэвида Райли начал подготовку к демонстрации в форме марша в Лондон, чтобы представить петицию правительству. Марши безработных, обычно называемые «голодными маршами», проводились с начала 1920-х годов, часто под эгидой возглавляемого коммунистами Национального движения безработных рабочих. Этот политический аспект в общественном сознании связывал подобные марши с крайне левой пропагандой. Совет Джарроу решил организовать своё шествие без политической коннотации и при поддержке всех слоёв населения города. Это не помешало Хенсли Хенсону, епископу Дарема, назвать это событие «революционным давлением толпы» и осудить действия Джеймса Гордона, епископа Джарроу, который дал своё благословение на марш. Даже внутри Лейбористской партии Уилкинсон встречала прохладное отношение руководства, опасавшееся возможных намёков на революционный социализм.
5 октября 1936 года группа из 200 человек отправилась из мэрии Джарроу маршем, длиной в 282 мили, намереваясь прибыть в Лондон к 30 октября — к началу новой сессии парламента. Уилкинсон не участвовала в марше на протяжении всего пути следования, но присоединялась всякий раз, когда ей позволяли обстоятельства. На конференции Лейбористской партии, проходившей в Эдинбурге, она надеялась пробудить энтузиазм, но вместо этого услышала, осуждение за то, что «заставила голодных и плохо одетых людей маршировать через всю страну». Подобное негативное отношение выражали и некоторые местные партии на пути марша; в некоторых районах, с иронией отмечала Уилкинсон, консерваторы и либералы «пилили» требования участников марша. 31 октября участники марша достигли Лондона, но Болдуин отказался их принять. 4 ноября Уилкинсон представила петицию города в Палату общин. Подписанная 11 000 жителей Джарроу, она заключала: «Город не должен оставаться заброшенным, и поэтому ваши просители смиренно молятся, чтобы Правительство Его Величества и эта почтенная Палата осознали необходимость безотлагательного обеспечения города работой». В ходе последовавшей затем непродолжительной дискуссии Ренсимен высказал мнение, что «положение с безработицей в Джарроу, хотя и далеко не удовлетворительное, в последние месяцы улучшилось». В ответ один из лейбористов заметил, что «самодовольство правительства рассматривается по всей стране как оскорбление национальной совести».
Участники марша вернулись в Джарроу поездом и обнаружили, что их пособие по безработице сокращено, поскольку они были «вне досягаемости» в то время, когда могли бы возникнуть какие-либо вакансии. Историки Малкольм Пирс и Джеффри Стюарт предполагают, что успех марша Джарроу был залогом на будущее; он «помог сформировать [после Второй мировой войны] восприятие 1930-х годов», и таким образом проложил путь к социальным реформам. По словам Вернона, она внедрила идею социальной справедливости в умы среднего класса. «Как ни парадоксально и трагично, — говорит Вернон, — это не мирный крестовый поход, а импульс перевооружения, который вернул промышленную активность в Джарроу». Уилкинсон опубликовала отчёт о мучениях Джарроу в своей последней книге Город, который был убит (1939). «Бедственное положение Джарроу, — писала она, — не является местной проблемой. Это признак национального зла».

## Международные и внутренние проблемы
Несмотря на запрет въезда в Германию как нежелательного элемента, Уилкинсон продолжала тайно посещать страну, и как корреспондент газеты Sunday Referee стала первой, кто сообщил о намерении Гитлера совершить ремитализацию Рейнской области в марте 1936 года. В ноябре 1934 года в качестве представителя Комитета помощи жертвам фашизма Уилкинсон посетила Северную испанскую провинцию Астурия, чтобы сообщить о подавлении восстания шахтёров Овьедо. Несмотря на то, что Испания в то время занимала особое место в борьбе с распространением фашизма, её насильно выдворили из страны. Предвещая скорое начало гражданской войны, часть испанской армии под командованием генерала Франсиско Франко атаковала избранное коалиционное правительство Народного фронта. В то же время Уилкинсон создала испанский комитет медицинской помощи и Национальный объединённый комитет по оказанию помощи Испании. Позднее она выступала в Парламенте против политики невмешательства британского правительства, которая, по её словам, «работала на стороне генерала Франко». Она вернулась в Испанию в апреле 1937 года в составе женской делегации, возглавляемой герцогиней Атолл. И впоследствии писала о чувстве «беспомощной, удушающей ярости», после того, как стала свидетелем последствий воздушных бомбардировок незащищённых деревень. Во время следующего визита, в декабре 1937 года, её сопровождали лидер Лейбористской партии Эттли и Филип Ноэль-Бейкер, член Парламента от лейбористов. Наблюдая за тем, как школьники в Мадриде практически голодают, по возвращении в Великобританию она создала фонд «Молоко для Испании» вместе с другими гуманитарными инициативами.
Хотя она уже давно порвала свои официальные связи с британской Коммунистической партией, Уилкинсон сохранила прочные связи с другими коммунистическими организациями внутри страны и за рубежом. Её связь с такими коммунистами, как Вилли Мюнценберг и Отто Кац, обнаружена в личном досье британской разведки. Тем не менее, она не была готова рисковать своим парламентским креслом и поэтому держала своё бунтарское поведение в рамках дозволенного. В 1937 году Уилкинсон наравне с другими лейбористами — Эньюрин Бивен, Гарольдом Ласки и Стаффордом Криппсом, стала основателем левого журнала Tribune. В первом номере она выпустила статью о необходимости борьбы с безработицей, нищетой, недоеданием и нехваткой жилья. Памятуя о зависимости многих малообеспеченных семей от кредитов, она внесла законопроект «О регулировании договоров найма», которые в то время часто нарушались, и при поддержке всех сторон добилась принятия закона «О найме» 1938 года.
Уилкинсон была ярым противником политики национального правительства по умиротворению европейских диктаторов. В Палате общин 6 октября 1938 года она осудила действия премьер-министра Невилла Чемберлена, подписавшего Мюнхенское соглашение: «Только отбросив практически всё, что волновало и поддерживало эту страну, он мог спасти нас от результатов своей собственной политики». 24 августа 1939 года, когда Парламент рассматривал недавно подписанный пакт Молотова — Риббентропа, Уилкинсон обрушилась с критикой на неспособность Чемберлена объединиться с Россией в общем фронте против Гитлера. «Раз за разом, — сказала она Палате общин, — нас возглавляет премьер-министр ... который ставит узкие интересы своего класса и богатеев выше национальных интересов».

### Вторая мировая война

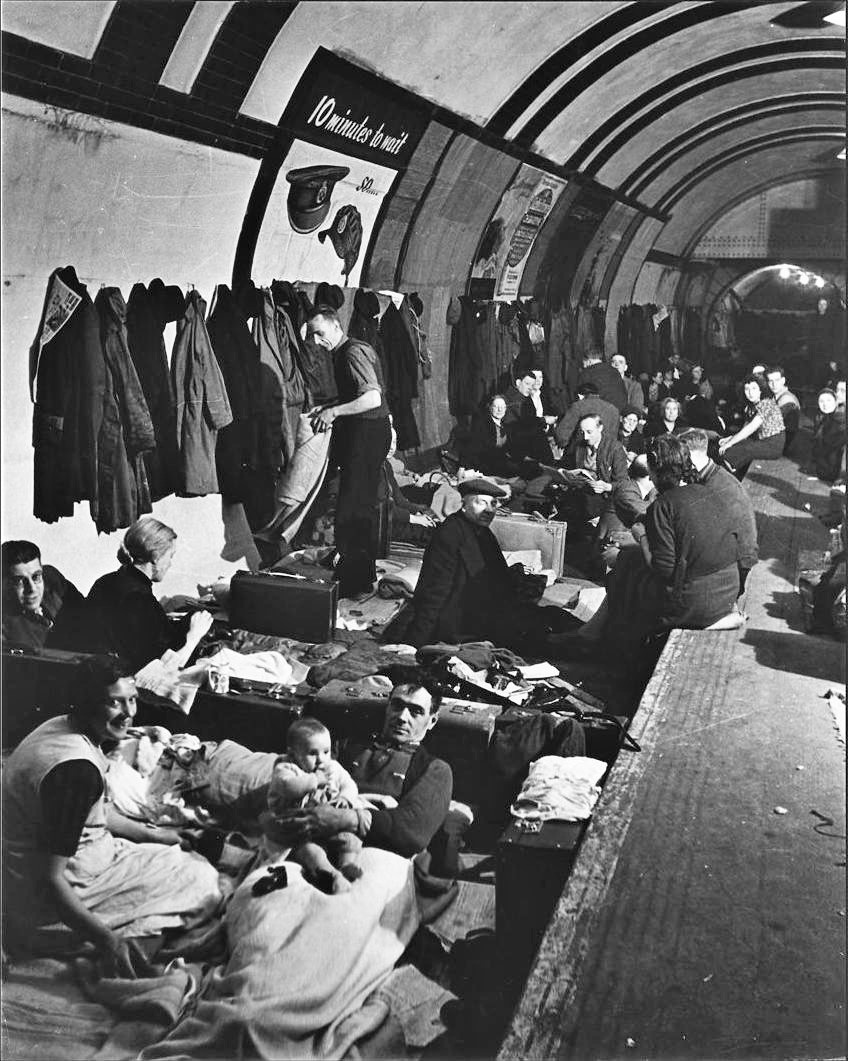
Семьи, укрывшиеся на лондонской станции метро, около 1940 г.

Уилкинсон поддержала объявление Британией войны Германии 3 сентября 1939 года, хотя и критиковала поведение Чемберлена в этой войне. В мае 1940 года, когда всепартийная коалиция Черчилля сменила национальное правительство Чемберлена, Уилкинсон была назначена парламентским секретарём в Министерстве пенсий. В октябре 1940 года она перешла в Министерство внутренней безопасности в качестве одного из трёх парламентских секретарей Герберта Моррисона, отвечающего за бомбоубежища и гражданскую оборону. Когда летом 1940 года началась воздушная бомбардировка британских городов, многие лондонцы укрывались в подземных станциях метрополитена, используя их в качестве импровизированных убежищ, часто проживая там на протяжении многих дней в условиях нарастающей нищеты. К концу 1941 года Уилкинсон руководила распределением более полумиллиона крытых «укрытий Моррисона» — армированных стальных столов с сетчатыми бортами, под которыми семья могла бы спать дома. Прозванная прессой «королевой приюта», Уилкинсон часто посещала города, разрушенные бомбардировками, чтобы разделить трудности и поднять боевой дух народа. Наиболее спорным её решением, считалось публичное одобрение призыва женщин во вспомогательную пожарную службу. Во многом, потому что это вызвало значительное сопротивление со стороны представительниц слабого пола, считавших, что их домашние обязанности и так являются достаточным бременем. Даже её профсоюз NUDAW не одобрял эту меру, но Уилкинсон твёрдо стояла на своём.
Дисциплина в работе на министерском посту, а также влияние Моррисона и отстранение от коммунистических идей, заставили Уилкинсон отказаться от многих своих прежних левых взглядов. Она поддержала решение Моррисона в январе 1941 года подавить коммунистическую газету The Daily Worker на основании её антибританской пропаганды и проголосовала за закон военного времени, запрещающий забастовки в ключевых отраслях промышленности. В то время, будучи принятой в основной состав Лейбористской партии, она работала в нескольких ключевых политических комитетах, а в июне 1943 года стала заместителем председателя Национального исполнительного комитета партии. Она унаследовала кресло председателя, когда в январе 1944 года умер Джордж Ридли, занимавший этот пост. В 1945 году она была назначена тайным советником, став лишь третьей женщиной (после Маргарет Бондфилд и леди Астор), удостоившейся этой чести. В апреле 1945 года она была в составе парламентской делегации, которая прибыла в Сан-Франциско, чтобы начать работу по созданию Организации Объединённых Наций.

## Послевоенная деятельность
Уилкинсон установила тесные отношения с Моррисоном, личные и политические, до и во время их совместной деятельности в министерстве в военное время. Она считала, что именно он, а не степенный Эттли, должен возглавлять Лейбористскую партию, и ещё в 1935 и 1939 годах продвигала его фигуру на руководящий пост. В 1945 году Моррисон сообщил Эттли, что намерен стать лидером «в интересах единства партии». На всеобщих выборах, состоявшихся в июле того же года, лейбористы одержали уверенную победу, завоевав 393 места против 213 у консерваторов. Но это не помешало Уилкинсон и другим лейбористам продолжать настаивать на смене лидера, однако Эттли предвосхитил их дальнейшие действия, вскоре приняв приглашение короля сформировать правительство. Он не выказывал никакого недовольства ни Моррисоном, ни Уилкинсон; первый был назначен Лордом-председателем Совета и заместителем премьер-министра, в то время как Уилкинсон была назначена министром образования и получила место в кабинете министров. Эмануэль Шинвелл, ставший министром топлива и энергетики, позже заметил, что «это отличная тактика — сделать врагов своими слугами».

### Министр образования
Уилкинсон была второй женщиной после Маргарет Бондфилд, добившейся места в британском кабинете министров. В качестве министра образования она видела своей главной задачей реализацию положений закона «Об образовании» 1944 года, принятого коалицией военного времени. Они предусматривали всеобщее бесплатное среднее образование и повышение минимального возраста окончания школы с 14 до 15 лет с 1947 года. Также все дети должны были сдавать экзамен — «11+» — который определит, где далее они смогут получить среднее образование — в грамматической (академической), технической или «современной» школе. Многие в Лейбористской партии рассматривали эту трёхступенчатую программу как увековечивание элитарности и хотели более радикальной схемы, основанной на том, что позже стало известно как «общеобразовательная» система. Она предусматривала создание нескольких школ под одной крышей, в каждой из которых имелся ряд соответствующих учебных курсов для разных уровней способностей, и гибкое перемещение между курсами по мере изменения способностей детей. Уилкинсон, однако, полагала, что такая крупная реконструкция не могла быть реализована в то время, и ограничилась более достижимыми реформами. Её осторожное отношение разочаровало и возмутило некоторых представителей лейбористов левого крыла, а также учителей, которые считали, что упущена прекрасная возможность включить социалистические принципы в образование. Уилкинсон, однако, была убеждена, что отбор в 11 лет позволит всем лицам с более высоким IQ, независимо от классового происхождения, получить образование в средней школе.

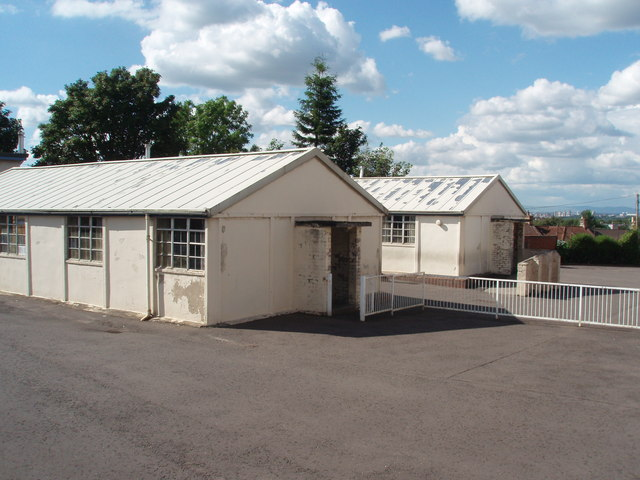
Временные классные дома, построенные для возросшего числа школьников после введения повышения минимального возраста окончания школы

Обозначенным приоритетом Уилкинсон стала программа повышения возраста окончания школы. Это потребовало привлечения и обучения тысяч дополнительных учителей, а также создания классного пространства дополнительно для почти 400 000 детей. В рамках программы экстренной подготовки бывшим военнослужащим и женщинам выделялись гранты на получение педагогического образования по ускоренной одногодичной программе; к концу 1946 года обучение прошли или проходили более 37 000 человек. Быстрое расширение школьных помещений было достигнуто возведением временных домов, некоторые из которых стали характерными особенностями школ на долгое время. Уилкинсон боролась за то, чтобы требование повышения возраста окончания школы было введено к 1 апреля 1947 года — дате, установленной законом 1944 года, — и перед лицом парламентского скептицизма настаивала на том, чтобы её планы были выполнены. Окончательное одобрение кабинета министров по поводу апрельской даты было дано 16 января 1947 года.
Другие реформы, проведённые в период пребывания Уилкинсон на посту министра, включали бесплатную выдачу молока в школах, улучшение системы школьного питания, увеличение университетских стипендий и расширение предоставления образования для взрослых с занятиями на неполный рабочий день в системе окружных колледжей. В октябре 1945 года она отправилась в Германию с докладом о путях восстановления разрушенной немецкой системы образования. Она была поражена скоростью, с которой через пять месяцев после поражения в войне в стране вновь открывались школы и университеты. Другие поездки включали посещение Гибралтара, Мальты и Чехословакии. В ноябре 1945 года она председательствовала на международной конференции в Лондоне, которая год спустя привела к созданию Организации Объединённых Наций по вопросам образования, науки и культуры (ЮНЕСКО). В одной из своих заключительных речей в Парламенте 22 ноября 1946 года она подчеркнула, что ЮНЕСКО выступает за «стандарты ценности... отбросив идею, что только практические вещи имеют значение». Она предсказала, что организация «совершит великие дела», и призвала правительство оказать ей полную поддержку.

## Болезнь и смерть
Уилкинсон большую часть своей жизни страдала от бронхиальной астмы, которая с годами усугублялась пристрастием к курению и переутомлением. Она часто болела во время войны, и даже упала в обморок во время визита в Прагу в 1946 году. 25 января 1947 года она присутствовала на открытии Бристольской театральной школы Олд-Вик. Зима 1946-1947 годов была исключительно холодной, и церемония проходила на открытом воздухе. Вскоре после этого у Уилкинсон развилась пневмония; 3 февраля она была найдена в своей лондонской квартире в коме, а 6 февраля 1947 года умерла в госпитале Святой Марии, Паддингтон. На дознании коронер назвал причиной смерти «сердечную недостаточность, последовавшую за эмфиземой, с острым бронхитом и пневмонией, ускоренной отравлением барбитуратами». Уилкинсон уже несколько месяцев принимала комбинацию лекарств, чтобы бороться как с астмой, так и с бессонницей; коронер решил, что она нечаянно приняла слишком большую дозу барбитуратов. Не имея никаких доказательств того, что передозировка была преднамеренной, он вынес вердикт о смерти в результате несчастного случая. Несмотря на это, предположение о том, что Уилкинсон покончила с собой, продолжает существовать. А основными причинами называют неудачу в её личных отношениях с Гербертом Моррисоном и беспокойство из-за слухов о перестановках в кабинете министров. В биографии Моррисона 1973 года Бернард Донохью и Дж. У. Джонс предполагают, что, учитывая плохое здоровье Уилкинсон, бремя министерского поста стало для неё слишком тяжелым. Однако отсутствие убедительных доказательств разделяет историков относительно намерения Уилкинсон покончить с собой.

## Наследие
Невысокий рост и яркие рыжие волосы Уилкинсон в сочетании с её бескомпромиссной политикой породили такие популярные прозвища, как «огненная частица» и «рыжая Эллен». Она легко выделялась своей яркой внешностью, модной одеждой и властными манерами — некрологист писал, что «где бы ни происходил скандал в поддержку какого-нибудь хорошего или даже довольно хорошего дела, эта мятежная рыжая обязательно была замечена в самом центре беспорядков». В дальнейшей карьере, честолюбие и прагматизм заставили её умерить свои марксистские убеждения и радикализм и работать в рамках основной политики Лейбористской партии; Уилкинсон пришла к убеждению, что парламентская демократия предлагает лучший путь к социальному прогрессу, чем любая альтернатива. Однако, по словам Вернона, «она никогда не теряла своей решительной независимости мысли и искала власти не для собственной славы, а для помощи слабым мира сего».  В своей статье, опубликованной после объявления о смерти Уилкинсон, бывший депутат Парламента от консерваторов Тельма Казалет-Кеир так охарактеризовала её характер: «Эллен Уилкинсон была настолько далека от того, чтобы быть занудой, насколько это вообще возможно для любого человека. Что бы она ни делала, куда бы ни шла, она создавала атмосферу возбуждения и интереса ... и не только из-за её рыжих волос и зелёного платья».
В своей профессиональной деятельности Уилкинсон внесла посильный вклад в проведение реформ во многих областях политики: равное избирательное право женщин, равная оплата труда женщин-государственных служащих, обеспечение городских жителей бомбоубежищами и защита прав заёмщиков. Историк Дэвид Кинастон называет её величайшим практическим достижением успех в выполнении графика повышения возраста окончания школы; её преемник на посту министра образования Джордж Томлинсон записал, как упорно она боролась, чтобы избежать отсрочки реформы, и выразил своё сожаление, что она умерла раньше назначенного срока исполнения этой инициативы. Уилкинсон иногда критиковали за то, что она слишком широко распыляет свои усилия; местная газета North Mail жаловалась в мае 1937 года, что «Мисс Уилкинсон работает по слишком многим направлениям, вместо того, чтобы сосредоточиться на Джарроу». Тем не менее, её книга Город, который был убит привлекла внимание общественности к бедственному положению Джарроу и более глубоким последствиям необузданного капитализма, отразившегося на рабочих общинах; книга, замечает Харрисон, «воспитала нацию».
Эллен Уилкинсон была небольшого роста, но были случаи, когда она затмевала своих коллег упорством, с которым она отстаивала принципы, которые считала правильнымиВайолет Маркхэм, 9 Февраля 1947 года
Уилкинсон никогда не была замужем, хотя у неё было много близких друзей среди мужчина. Помимо ранней помолвки с Уолтоном Ньюболдом, она была близка с Джоном Джаггером в течение многих лет, и в начале 1930-х годов у неё была кротковременные романтические отношения с Фрэнком Хорребином. А знакомство с Моррисоном произошло ещё в ранние годы в Фабианском обществе; и изначально Моррисон был очень сдержан в отношении этой дружбы, решив не упоминать Уилкинсон в своей автобиографии 1960 года, несмотря на их тесную политическую связь. Вернон говорит, что отношения почти наверняка стали «более чем платоническими», но поскольку личные бумаги Уилкинсон были уничтожены после её смерти, а Моррисон хранил молчание по этому поводу, истинная природа и степень их дружбы остаются неизвестными.

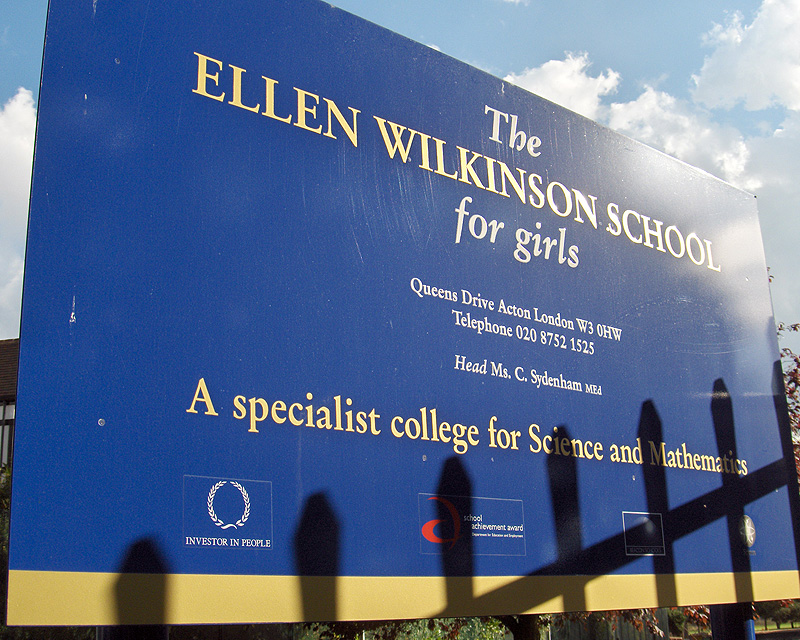
Вывеска в школе, где училась Эллен Уилкинсон, Актон, Лондон

В мае 1946 года Уилкинсон была удостоена почётной докторской степени Манчестерского университета. Её имя было увековечено в школе Эллен Уилкинсон для девочек в Илинге, западный Лондон, в начальной школе Эллен Уилкинсон и Детском центре в Ньюэме, Восточный Лондон, а также в поместье Эллен Уилкинсон, которое в 1950-х занимал Городской совет по вырубке в Уордли, когда-то входившем в избирательный округ Джарроу, теперь в Гейтсхеде, столичном районе. Кроме того, средняя школа Эллен Уилкинсон в Ардвике, которая включала в себя старую школу Уилкинсон, носила её имя в течение нескольких лет до закрытия в 2000 году. В здании, названном именем Эллен Уилкинсон в кампусе Манчестерского университета находятся отделения Манчестерского Института образования и других департаментов. Голубая табличка указывает место рождения Уилкинсон на Корал стрит, 41, и ещё одна — в главном периметре старых университетских зданий, и описывает визиты Уилкинсон там в 1910—1913 годах. В октябре 2015 года Уилкинсон была включена в шорт-лист мэрии Манчестера как одна из шести кандидатов на то, чтобы стать объектом первого памятника женщине в городе за более чем столетие. В октябре 2016 года в ходе общественного голосования, фигура Эллен Уилкинсон была выбрана на роль первой памятника женщине в Мидлсбро. Её имя, также как и 58 других сторонниц избирательного права, выгравированы на постаменте статуи Миллисент Фоcетт на Парламентской площади в Лондоне, которая была открыта в апреле 2018 года.
Хотя в 2015 году было принято твёрдое решение по фигуре Эммелин Панкхёрст для установки первого памятника женщине в Манчествере, Эллен Уилкинсон лидировала среди опрошенных. Статуя расположена на площади Святого Петра в Манчестере. В книге «Первые в борьбе» одна из глав посвящена Эллен Уилкинсон и другим девятнадцати женщинам, фигуры которых также рассматривали в качестве изображения для памятнике.

## Опубликованные работы
- История Великой забастовки рабочих, Лондон, Plebs League. 1927. OCLC 1300135. В соавторстве с Фрэнком Хорребином и Рэймондом Постгейтом.
- Столкновение (роман), Лондон, George G. Harrap. 1929. OCLC 867888837
- Подглядывания за политиками, Лондон, P. Allen. 1931. OCLC 565308651
- Отдел тайных звонков, Лондон, George G. Harrap. 1932. OCLC 504369261
- Террор в Германии, Лондон, Британский комитет помощи жертвам немецкого фашизма. 1933 год. OCLC 35834826
- Почему Фашизм?, Лондон, Selwyn and Blount. 1934. OCLC 249889269. В соавторстве с Эдвардом Конзе
- Почему война? Пособие для тех, кто примет участие во Второй мировой войне, Лондон,  N.C.L.C. 1935. OCLC 231870528. В соавторстве с Эдвардом Конзе
- Город, который был убит, Лондон, Victor Gollancz. 1939. OCLC 1423543
- План мира: как люди могут завоевать мир, Лондон, Лейбористская Партия. 1945 год